# 이슬톡톡
이슬톡톡은 하이트진로에서 발매하는 소주 브랜드이다. 2016년 3월 처음 발매되었다.
2016년 분기 매출로 100억원이였다.